# Hall in Tirol
Hall in Tirol is een stad in het district Innsbruck Land van de Oostenrijkse deelstaat Tirol.
Hall ligt in het Inndal, vijf kilometer ten oosten van Innsbruck. Tussen 1938 en 1974 werd Hall als Solbad Hall aangeduid. In Hall is de Particuliere Universiteit voor Gezondheidswetenschappen, Medische Informatie en Techniek Tirol (UMIT) gevestigd. Verder zetelt in de stad een districtsrechtbank.

## Geschiedenis
Hall werd in 1256 voor het eerst vermeld. Sinds de 13e eeuw is de zoutindustrie de belangrijkste bron van inkomsten voor de stad. Het zout werd onder andere naar Zwitserland en naar het Zwarte Woud geëxporteerd. In 1477 kreeg Hall van de landsheer het recht om munten te slaan en in 1486 werd de eerste daalder geslagen.
In Heiligkreuz, een stadsdeel van Hall met een dorpskarakter, leefde en werkte gedurende vele jaren (tussen 1914 en 1953) de Tiroolse priester en volksdichter Sebastian Rieger (pseudoniem: Reimmichl). De Heiligkreuzkirche werd gebouwd in 1440 en is later in gotische stijl verbouwd.

## Verkeer
Hall is met een eigen op- en afrit aangesloten op de Inntal Autobahn.

## Geboren in Hall in Tirol
- Werner Pirchner (1940-2001), componist
- Klaus Dibiasi (1947), Italiaans schoonspringer
- Gabriel Odor (2000), schaatser
- Maria Plattner (2001), voetbalster

## Partnersteden
- Iserlohn, Duitsland (sinds 1967)
- Winterthur, Zwitserland (sinds 1948)
- Sommacampagna, Italië